# آر جی بارت
روآن الکساندر " آر جی " بارت جونیور (زاده ۱۴ ژوئن ۲۰۰۰) یک بسکتبالیست حرفه ای کانادایی برای تیم نیویورک نیکس انجمن ملی بسکتبال (NBA) است.
بارت در تورنتو ، انتاریو، در خانواده کشا دوهانی و بسکتبالیست حرفه ای سابق روآن بارت متولد شد. او در اوایل کودکی به بسکتبال علاقه پیدا کرد و در اتاق بازی خود در فرانسه، جایی که پدرش در آن زمان بسکتبال حرفه ای بازی می‌کرد، با مینی هوپ بازی می‌کرد. بارت در حالی که در فرانسه زندگی می‌کرد، در یک مدرسه فرانسوی تحصیل کرد اما توسط مادرش زبان انگلیسی را آموزش داد.